# ヨハンナ・ガブリエーラ・フォン・エスターライヒ
ヨハンナ・ガブリエーラ・フォン・エスターライヒ（Johanna Gabriela von Österreich, 1750年2月4日 - 1762年12月23日）は、神聖ローマ皇帝フランツ1世と皇后マリア・テレジアの間の第11子、八女。全名はマリア・ヨハンナ・ガブリエーラ・ヨーゼファ・アントニア（Maria Johanna Gabriela Josepha Antonia）。
愛らしく気立ての優しい性格で、家族や宮廷の人々から広く愛された。1歳年下の妹マリア・ヨーゼファと仲が良く、2人で子供部屋や養育係（Aja）を共用していた。1762年に天然痘のため12歳で死去した。遺骸はカプツィーナー納骨堂に安置されたが、心臓だけは切り取られてウィーン・アウグスティナー教会内のロレート礼拝堂の、ハプスブルク家の成員の心臓を安置する部屋に保管された。

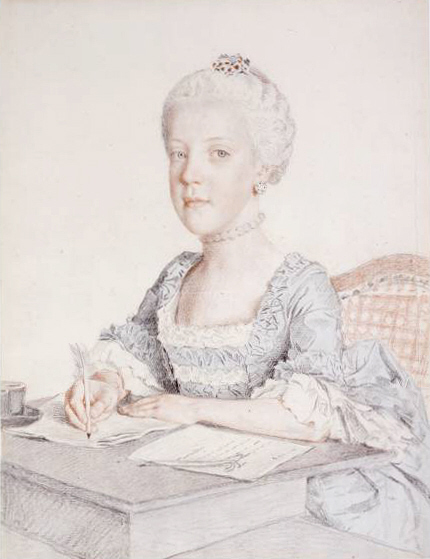
ヨハンナ・ガブリエーラ大公女、ジャン・エティエンヌ・リオタール画